# OGAS
OGAS (Rus: Общегосударственная автоматизированная система учёта и обработки информации, All-State Automated System) va ser un projecte soviètic per crear una xarxa d'informació a nivell nacional. El projecte es va iniciar el 1962, però va ser denegat el finançament necessari el 1970. Va ser una d'una sèrie d'intents de crear una xarxa nacional similar a la que es va convertir en Internet, tot el que va fracassar.
L'arquitecte principal d'OGAS va ser Viktor Glushkov. Va proposar a OGAS el 1962 com una xarxa de tres nivells amb un centre informàtic a Moscou, fins a 200 centres de mig centre d'altres ciutats importants i fins a 20.000 terminals locals en llocs econòmicament significatius, comunicant-se en temps real amb la infraestructura telefònica existent.
Durant dècades, un grapat d'investigadors van suplicar a funcionaris governamentals perquè els deixessin construir una xarxa d'ordinadors, amb la idea de connectar milers de terminals al voltant de la Unió Soviètica.
Aquest sistema desafiaria a la xarxa que ja desenvolupaven als Estats Units i Europa occidental, la qual acabaria per convertir-se en la internet d'avui.
L'estructura també permetria que qualsevol terminal es comuniqui amb qualsevol altre. Glushkov també va proposar utilitzar el sistema per moure la Unió Soviètica cap a una economia monetària, utilitzant el sistema de pagaments electrònics. El projecte va fracassar perquè la sol·licitud de finançament de Glushkov l'1 d'octubre de 1970 va ser rebutjada. El 24è Congrés del Partit Comunista de 1971 havia d'haver autoritzat la implementació del pla, però finalment nomes va donar suport a l'expansió dels sistemes locals de gestió de la informació.
Posteriorment, Glushkov va continuar un altre pla de xarxa, EGSVT, que també estava cofinançat i no es va dur a terme. Els plans de xarxa soviètics fallen mentre l'ARPANET americà va tenir èxit.

## Planificació econòmica cibernètica
A començaments de la dècada dels seixanta, el Partit Comunista de la Unió Soviètica va considerar allunyar-se de la planificació comuna estalinista existent a favor del desenvolupament d'un sistema informatitzat d'assignació de recursos interrelacionat basat en els principis de la cibernètica. Aquest desenvolupament es va veure com la base per avançar cap a una planificació òptima que podria constituir la base d'una forma més desenvolupada d'economia socialista basada en la descentralització i la innovació informacionals. Això es va veure com una progressió lògica donat que el sistema de balanços materials estava orientat a la ràpida industrialització que ja havia aconseguit la Unió Soviètica durant les dècades precedents. Però a principis dels anys 70 la idea de transcendir l'statu quo va ser abandonada pels dirigents soviètics, que van considerar que el sistema amenaçava el control del Partit de l'economia. A principis dels 70, l'interès oficial d'aquest sistema va acabar.